# У нетрях Темнолісу
«У нетрях Темнолісу» — підлітковий роман-фентезі Пола Стюарта та Кріса Рідделла, який вперше був опублікований в 1998 році. Це перший том з серії «Легенди Світокраю» та трилогії «Сага Живчика»; в історії власної хронології це четвертий роман, після трилогії «Сага Квінта», що була опублікована пізніше.

## Загальний зміст
Книга розповідає про Живчика Вергінікса, знайду, підібраного лісовими тролями. Після того, як він сходить зі стежки і губиться, він повинен пройти через небезпечний Темноліс. Він зустрічає багатьох небезпечних істот, які там живуть, наприклад, рибожаба, гнилесмока і летючого черва. Він стає свідком народження помагай-біди, який обіцяє стежити за ним. Він потрапляє в село живолупів і колонію бражних гоблінів, але ніколи не відчуває себе, як вдома. Врешті-решт, він зустрічається з деякими небесними піратами, які потрапили в шторм. Він допомагає їм знайти корабель, який називається «Бурелов» та великий летючий камінь. Він виявляє, що капітан насправді його батько, і має намір залишитися з ними, але вони залишають його одного. У кульмінаційний момент книги, він натикається на Крайземлю, жахливе місце, населене привидами і примарами. Там він зустрічає Темнолесника, міфічну істоту, яку випадково випустив його батькові багато років тому. Темнолесник змусив його стрибнути з обриву, а в іронії долі помагай-біда рятує його, і скидує його на корабель його батька, де він врізається в палубу. Як тільки він одужав, його батько розкриває свою справжню особистість і Живчик приєднується до його команди.

## Персонажі
- Живчик Вергінікс
- Темнолесник
- Квінтиніус Вергінікс
- Тем Човновод
- Стоуп Рипуча Щелепа
- Сліво Спліт
- Камінний Штурман
- Камбаломорд
- Блукай-бурмило